# Марија Гатилузио
Марија Гатилузио (умрла после 1463. године) била је царица Трапезунтског царства, удата за цара - савладара Александра Великог Комнина од Трапезунта.
Била је ћерка Дорина I Гатилузија, ђеновљанског господара Лезбоса (1428-1455), и сестра Доминика Гатилузија, Никола Гатилузија и Франческа III Гатилузија; њена сестра Катарина Гатилузио удала се 1441. године, за последњег византијског цара, деспота Константина XI Палеолога. Марија Гатилузио се удала 1437. за Александра Великог Комнина, брата цара Јована IV Трапезунтског. Брак је договорен како би Александар придобио савезнике у борби против његовог брата. Пар је имао једно дете, потоњег цара Алексија V од Трапезунта.
Када је 1451. њен муж постављен за цара - савладара његовог брата, она је постала царица. Остала је удовица 1459. године. Следеће, 1460. године, њен девер цар Јован IV је умро и њен син је постављен на престо као цар Алексије V са шест година. Њеног сина је касније те године свргнуо његов стриц Давид Велики Комнин.
Приликом пада Трапезунта 15. августа 1461. године, читаво Трапезунтско царство је покорило Османско царство и цела бивша царска породица одведена је као заробљеници у Цариград. Дана 1. новембра 1463. године, сви мушки чланови породице — бивши цар Давид Велики Комнин, његова три сина и Маријин син, бивши цар Алексије V — су погубљени, док су царица Марија Гатилузио и принцеза Ана Велика Комнин потом смештене у царски османски харем.